# 2007 en Ukraine
Chronologie de l'Ukraine
- 2003
- 2004
- 2005
- 2006
- 2007
- 2008
- 2009
- 2010
- 2011

Cette page concerne les évènements survenus en 2007 en Ukraine  :

## Évènement
- 25 juin-16 juillet : Assassinat de 21 personnes :  Affaire des maniaques de Dniepropetrovsk
- 16 juillet : Catastrophe écologique (accident ferroviaire).
- 30 septembre : Élections législatives
- 18 décembre :
  - Démission du gouvernement Ianoukovytch II
  - Formation du gouvernement Tymochenko II

## Sport
- Championnat d'Ukraine de football 2006-2007
- Championnat d'Ukraine de football 2007-2008
- Coupe d'Ukraine de football 2006-2007
- Coupe d'Ukraine de football 2007-2008
- Supercoupe d'Ukraine de football 2007
- Organisation des championnats du monde de course d'orientation.
- Organisation de la Coupe d'Europe hivernale des lancers

## Culture
- Participation de l'Ukraine au concours de l'Eurovision (en).

### Sortie de film
- Au bord de l'eau
- Deux en un
- Orangelove